# Liste der denkmalgeschützten Objekte in Krems-Rehberg
Die Liste der denkmalgeschützten Objekte in Krems-Rehberg enthält die 14 denkmalgeschützten unbeweglichen Objekte der Katastralgemeinde Rehberg der Statutarstadt Krems an der Donau in Niederösterreich.

## Denkmäler
| Foto |                 | Denkmal                                                                               | Standort                                          | Beschreibung | Metadaten |
| ---- | --------------- | ------------------------------------------------------------------------------------- | ------------------------------------------------- | --- | --- |
| ja   | Datei hochladen | Figur hl. Johannes Nepomuk HERIS-ID: 59235 Objekt-ID: 70321                           | vor Alt Rehberg 1 Standort KG: Rehberg            | Die 1704 gestiftete Figur des Johannes Nepomuk (Brückenheiliger) stand früher neben der abgetragenen eisernen Brücke zwischen zwei Linden. Im Zuge der Erneuerung der Brücke über die Krems (1977) wurde die Figur auf der anderen Straßenseite, bei der Abzweigung der Straße nach Alt-Rehberg, aufgestellt. | BDA-Hist.: Q38086403 Status: § 2a Stand der BDA-Liste: 2025-06-30 Name: Figur hl. Johannes Nepomuk GstNr.: 1836/6                                         |
| ja   | Datei hochladen | Kath. Pfarrkirche hl. Johannes der Täufer HERIS-ID: 50460 Objekt-ID: 55462            | bei Alt Rehberg 20 Standort KG: Rehberg           | 1330 wurde die Kirche erstmals urkundlich erwähnt. Am 13. Oktober 1313 schenkte Agnes von Ungarn einen Weingarten, die Point, der Kirche St. Veit zu Krems unter der Bedingung, dass täglich ein Priester in der Kapelle zu Rehberg Messe lese. 1757 erfolgte eine durchgreifende Restaurierung, die ihr die heutige Gestalt gab. 1876 wurde das Rehberger Tal nach Imbach eingepfarrt. Heute ist die Pfarre zur Pfarre St. Paul in der Mitterau eingegliedert. Die Kirche Rehberg besitzt einen Pfarrhof im Mühlhof. Die Kirche wurde im letzten Viertel des vorigen Jahrhunderts innen und außen der Turm, das Turmdach neu verblecht und das Dach erneuert. | BDA-Hist.: Q38040237 Status: § 2a Stand der BDA-Liste: 2025-06-30 Name: Kath. Pfarrkirche hl. Johannes der Täufer GstNr.: .44 Filialkirche Rehberg        |
| ja   | Datei hochladen | Hauerhaus mit Rauchküche HERIS-ID: 34278 Objekt-ID: 32422                             | Alt Rehberg 4 Standort KG: Rehberg                | Das Hauerhaus mit Rauchküche soll nach der Überlieferung ein Jägerhaus gewesen sein. Links vor dem Tor ist eine auf Holz gemalte Dreifaltigkeit und auf der rechten Seite ist eine spitzbogene Tür in einem Mauerbruchstück der abgerissenen alten Befestigungstores. Hier befand sich das Imbacher Tor. Im Innenhof befindet sich ein riesiger Kamin mit einem steinernen Spitzdach. Die Räumlichkeiten wurden in den letzten Jahren liebevoll restauriert. | BDA-Hist.: Q37957100 Status: Bescheid Stand der BDA-Liste: 2025-06-30 Name: Hauerhaus mit Rauchküche GstNr.: .57                                          |
| ja   | Datei hochladen | Figur hl. Florian HERIS-ID: 64659 Objekt-ID: 77399seit 2015                           | Alt Rehberg 18 Standort KG: Rehberg               | | BDA-Hist.: Q38107760 Status: Bescheid Stand der BDA-Liste: 2025-06-30 Name: Figur hl. Florian GstNr.: .48                                                 |
| ja   | Datei hochladen | Fundstelle, Paläolithstation Stratzing/Krems-Rehberg HERIS-ID: 41745 Objekt-ID: 42311 | Galgenberg Standort KG: Rehberg                   | Fundstelle der Venus vom Galgenberg: Die kleine Frauenstatuette aus grünem Serpentin aus der archäologischen Kultur des Aurignacien. Mit einer Radiokohlenstoffdatierung der Fundschicht von mehr als 30.000 BP ist sie neben der 2008 gefundenen Venus vom Hohlen Fels die weltweit älteste Venusfigurine. Die Statuette wurde bei der Ausgrabung eines Wohnplatzes von Jägern aus der Zeit des Aurignaciens (jüngere Altsteinzeit) am 23. September 1988 gefunden. Der Fundort liegt auf dem Galgenberg bei Stratzing, unmittelbar auf der Gemeindegrenze zwischen Stratzing und Krems-Rehberg. | BDA-Hist.: Q125401111 Status: § 57-Mandatsbescheid Stand der BDA-Liste: 2025-06-30 Name: Fundstelle, Paläolithstation Stratzing/Krems-Rehberg GstNr.: 345 |
| ja   | Datei hochladen | Befestigungsanlage HERIS-ID: 64654 Objekt-ID: 77393                                   | Josefigasse 21 Standort KG: Rehberg               | Erhaltene Torbefestigung (auch Markttor genannt) in der Josefigasse mit drei Zinnen. | BDA-Hist.: Q38107730 Status: § 2a Stand der BDA-Liste: 2025-06-30 Name: Befestigungsanlage GstNr.: 1835/1                                                 |
| ja   | Datei hochladen | Straßenbrücke, Schmittbrücke HERIS-ID: 64622 Objekt-ID: 77361                         | bei Rehberger Hauptstraße 5 Standort KG: Rehberg  | Die Schmittbrücke wurde im Zweiten Weltkrieg zur Erschließung der ehemaligen Schmittfabrik errichtet. Sie überquert die Krems mit einer Spannweite von 27 m und besteht aus einer Stahlkonstruktion mit zwei parallelgurtigen Fachwerkträgern, unter der Fahrbahn liegenden Quer- und Längsträgern sowie den zugehörigen Verbänden. Die Fachwerkträger haben eine Höhe von 4,2 m und einen Achsabstand von 5,1 m, so dass die lichte Weite 4,3 m beträgt und die Brücke nur im Einbahnverkehr befahrbar ist. Im Jahr 1990 wurde eine Totalsanierung durchgeführt. | BDA-Hist.: Q38107683 Status: § 2a Stand der BDA-Liste: 2025-06-30 Name: Straßenbrücke, Schmittbrücke GstNr.: 1851 Schmittbrücke (Krems an der Donau)      |
| ja   | Datei hochladen | Burgruine Rehberg HERIS-ID: 42721 Objekt-ID: 43312                                    | Alt Rehberg 26, in der Nähe Standort KG: Rehberg  | Die Burgruine Rehberg, auf einer schmalen Anhöhe am rechten Kremsufer gelegen, geht auf eine Gründung des frühen 12. Jahrhunderts zurück. Der erste urkundlich genannte Besitzer war Otto I de Lengenpach im Jahre 1141. Sie blieb für mehrere Jahrhunderte bewohnt und überstand auch den Dreißigjährigen Krieg. Noch 1650 wurde sie zu einem repräsentativen Wohnsitz für Johann Ludwig von Kuefstein umgebaut, wechselte nach dessen Tod aber häufig den Besitzer und war zusehends dem Verfall preisgegeben. 1966 ging sie in den Besitz der Stadt Krems über. Der Verein zur Förderung der Erneuerung von Krems begann 1991, die erhaltenen Teile zu sichern und zu sanieren.                                                                                       | BDA-Hist.: Q19960786 Status: Bescheid Stand der BDA-Liste: 2025-06-30 Name: Burgruine Rehberg GstNr.: 46/1, 47/1, .42 Burgruine Rehberg                   |
| ja   | Datei hochladen | Wohn- und Wirtschaftsgebäude HERIS-ID: 44094 Objekt-ID: 44792                         | Rehberger Hauptstraße 56 Standort KG: Rehberg     | Das Haus am nördlichen Ortsrand verfügt über einen Keller, der ursprünglich das Erdgeschoß war. Der Blockbau des straßenseitigen Teils ist relativ sicher auf das 14. Jahrhundert zu datieren. Das Dreipassfenster im Obergeschoß stammt aus dem 14. Jahrhundert, die Spitzbogenschlitze aus der zweiten Hälfte des 13. Jahrhunderts. Im 16./17. Jahrhundert wurde der mittelalterliche Bau erweitert. Im Inneren befinden sich Räume mit Kreuzgratgewölben. | BDA-Hist.: Q38007014 Status: Bescheid Stand der BDA-Liste: 2025-06-30 Name: Wohn- und Wirtschaftsgebäude GstNr.: .66                                      |
| ja   | Datei hochladen | Bildstock HERIS-ID: 64662 Objekt-ID: 77403                                            | bei Rehberger Hauptstraße 56 Standort KG: Rehberg | Der alte Bildstock wurde 1982 mit einem Abguss des Bronzerelief „Kreuzabnahme Christi“ von San Zeno versehen, gespendet vom Pfarrer von Imbach-Rehberg, Franz Narzt. | BDA-Hist.: Q38107778 Status: § 2a Stand der BDA-Liste: 2025-06-30 Name: Bildstock GstNr.: 1839/3                                                          |
| ja   | Datei hochladen | Alter Mühlhof HERIS-ID: 43605 Objekt-ID: 44236                                        | Seilerweg 31 Standort KG: Rehberg                 | Der Mühlhof wurde 1567 beim urkundlichen Besitz von Wolff Herrn von Lichtenstain von Nicolsburg und Eisgrub erwähnt, wo er den Mühlhof an seinen Vetter Georg Hartmann von Liechtenstain abtritt (Landesarchiv, Gülteinlage Mühlhof, Nr. 47). 1686 wird Jacob Kränzl als „bstandtinhaber des Mühlhoffs“ genannt. Zu dieser Zeit bestand im Mühlhof ein Wirtshaus. Dieses bestand auch noch im 18. Jahrhundert. Die Bewohner des Mühlhofs waren meist arme Leute. 1888 ist der Besitz der Familie Schmitt, seit 1919 gehörte es der AG der Lederindustrie. Nach dem Konkurs der Lederindustrie kaufte die GEDESAG den Besitz und renovierte das gesamte Objekt. Im untersten Geschoß befindet sich der Pfarrhof Rehberg und in den darüber liegenden Geschoßen Wohnungen. | BDA-Hist.: Q38004221 Status: Bescheid Stand der BDA-Liste: 2025-06-30 Name: Alter Mühlhof GstNr.: .75/1                                                   |
| ja   | Datei hochladen | Figur HERIS-ID: 59234 Objekt-ID: 70320                                                | Kremstalstraße Standort KG: Rehberg               | Die Barockfigur, der hl. Sebastian, steht an der Mündung des Waldhofweges in die Kremstalstraße vor einem Felsabhang, gegenüber der Volksschule Rehberg. Sie ist im guten Zustand und wird durch ein kleines Dach geschützt. | BDA-Hist.: Q38086396 Status: § 2a Stand der BDA-Liste: 2025-06-30 Name: Figur GstNr.: 1843/1                                                              |
| ja   | Datei hochladen | Gedenkstein Kuhberg HERIS-ID: 34279 Objekt-ID: 32423                                  | Standort KG: Rehberg                              | Der Gedenkstein liegt in einem eingezäunten Grundstück (KG Rehberg), ca. 170 m NNW vom Gasthaus Schwarzalm (KG Krems). Auf dem schon stark verwittertem Stein sind Schriftzeichen und ein Flachrelief zu erkennen. | BDA-Hist.: Q37957111 Status: Bescheid Stand der BDA-Liste: 2025-06-30 Name: Gedenkstein Kuhberg GstNr.: 1043                                              |
| ja   | Datei hochladen | Hauptgebäude der Hofwüstung Haid im Rehberger Wald HERIS-ID: 249923seit 2024          | Standort KG: Rehberg                              | | BDA-Hist.: Q126122335 Status: Bescheid Stand der BDA-Liste: 2025-06-30 Name: Hauptgebäude der Hofwüstung Haid im Rehberger Wald GstNr.: 1832/1            |